# إرنست د. نيلسون
إرنست د. نيلسون (بالإنجليزية: Ernest D. Nelson)‏ هو سياسي أمريكي، ولد في 13 مارس 1897 بأركاديا في الولايات المتحدة، وتوفي في 22 نوفمبر 1961 ببيسمارك في الولايات المتحدة. حزبياً، نشط في North Dakota Republican Party ‏.